# Castillo de Cadbury
El castillo de Cadbury es un castro de la Edad de Bronce y de Hierro situado en la parroquia civil de South Cadbury, en el condado inglés de Somerset. Está catalogado como monumento y se asocia con la legendaria corte del rey Arturo en Camelot.
El castro está formado por una meseta de 7,28 hectáreas rodeada de murallas en las laderas circundantes de la colina caliza de Cadbury. El yacimiento fue excavado a finales del siglo XIX y principios del XX por James Bennett y Harold St George Gray. En la década de 1960, Leslie Alcock llevó a cabo un examen más reciente del yacimiento y, desde 1992, el South Cadbury Environs Project. Estos estudios han revelado artefactos de ocupación y uso humano desde el Neolítico hasta las Edades del Bronce y del Hierro. El yacimiento fue reutilizado por las fuerzas romanas y de nuevo desde c. 470 hasta algún tiempo después de 580. En el siglo XI albergó temporalmente una ceca sajona. Se han encontrado pruebas de la existencia de varios edificios en el yacimiento, como un «Gran Salón», cimientos de casas redondas y rectangulares, metalurgia y una posible secuencia de pequeños templos rectangulares o santuarios.

## Etimología
El sufijo -bury (de byrig, palabra anglosajona que significa «fuerte» o «ciudad») se utiliza con frecuencia, aunque no exclusivamente, para referirse a los fuertes de las colinas. La primera parte del nombre puede proceder del río Cam, como ocurre con los pueblos cercanos de West Camel y Queen Camel. Otros estudiosos sugieren una derivación de algún personaje llamado «Cador» o «Cada». Es uno de los tres lugares de Somerset que incluyen el nombre Cadbury, siendo los otros Cadbury Camp, cerca de Tickenham, y Cadbury Hill, que también se conoce como Cadbury-Congresbury para distinguirlo.

## Trasfondo
Los castros se desarrollaron a finales de la Edad del Bronce y principios de la Edad del Hierro, hacia principios del primer milenio a. C. La razón de su aparición en la Gran Bretaña prehistórica y su finalidad han sido objeto de debate. Se ha argumentado que podrían haber sido emplazamientos militares construidos en respuesta a una invasión procedente de la Europa continental, emplazamientos construidos por invasores o una reacción militar a las tensiones sociales causadas por el aumento de la población y la consiguiente presión sobre la agricultura. La opinión dominante desde la década de 1960 es que el creciente uso del hierro provocó cambios sociales en Gran Bretaña. Los yacimientos de mineral de hierro se encontraban en lugares distintos de los de mineral de estaño y cobre necesarios para fabricar bronce y, en consecuencia, las pautas comerciales cambiaron. Las antiguas élites perdieron su estatus económico y social y el poder pasó a manos de un nuevo grupo de personas.
El arqueólogo Barry Cunliffe cree que el aumento de la población aún desempeñó un papel y ha afirmado:

Los fuertes proporcionaban posibilidades defensivas a la comunidad en aquellos momentos en que la tensión de una población en aumento estallaba en guerra abierta. Pero yo no diría que se construyeron porque hubiera un estado de guerra. Serían funcionales como baluartes defensivos cuando había tensiones y, sin duda, algunos de ellos fueron atacados y destruidos, pero éste no fue el único factor, ni siquiera el más significativo, de su construcción.

## Ubicación
El castillo, o castro de Cadbury, está situado a 8 km al noreste de Yeovil. Se alza en la cima de Cadbury Hill, una colina de piedra caliza situada en el extremo sur de Somerset Levels, con tierras bajas llanas al norte. La cima se encuentra a 153 metros sobre el nivel del mar, sobre piedra lias.
La colina está rodeada de terraplenes y zanjas y de una arboleda. En los lados noroeste y sur hay cuatro murallas, y quedan dos en el este. La meseta de la cima ocupa 7,28 hectáreas y está rodeada por el banco interior, de 1,2 kilómetros de largo. El fuerte de la colina está dominado por Sigwells, una meseta rural rica en restos arqueológicos. Debido a la maleza y al crecimiento de los árboles, el yacimiento ha sido incluido en el Registro de Patrimonio en Riesgo.

## Historia

### Ocupación temprana del lugar

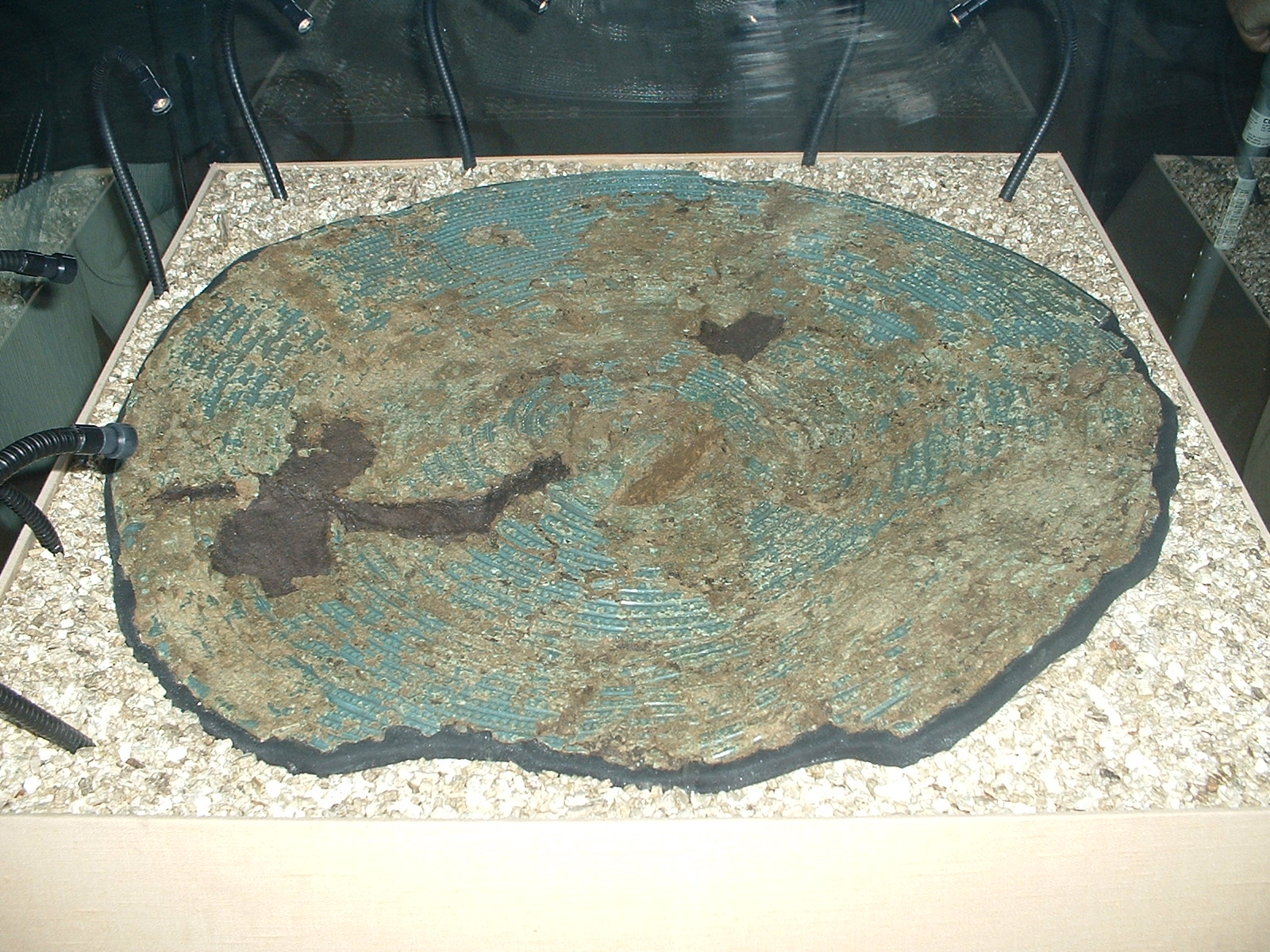
Escudo tipo Yetholm de South Cadbury expuesto en el Museo de Somerset.

El asentamiento más antiguo del yacimiento está representado por fosas y agujeros de poste fechados con cerámica y sílex neolíticos. Se trata de los restos de un pequeño asentamiento agrícola que no estaba cerrado. Los huesos recuperados en el yacimiento han sido datados por radiocarbono en los años 3500 y 3300 a. C. Es probable que un banco situado bajo las defensas posteriores de la Edad del Hierro sea un linchamiento o una terraza derivada del arado temprano de la cima de la colina. El yacimiento también estuvo ocupado en la Edad del Bronce tardía, de la que se han identificado hornos.
Los descubrimientos realizados durante las excavaciones y las prospecciones del South Cadbury Environs Project dieron lugar a revisiones radicales de la arqueología de la Edad del Bronce en las laderas más bajas. Entre los hallazgos se incluye el primer escudo de la Edad del Bronce procedente de una excavación en el noroeste de Europa, un ejemplo del característico tipo Yetholm. El escudo data del periodo comprendido entre los años 1350 y 1150 a. C. A 2 km al sureste del castro se descubrió un edificio para trabajar el metal y un recinto asociado, aproximadamente contemporáneos con el periodo de fabricación. Mary Harfield descubrió parte de la cerámica diagnóstica de los primeros hases del yacimiento.
La ocupación humana continuó durante toda la Edad del Hierro. Alrededor del año 300 a. C. se construyó un recinto de piedra con revestimiento de madera y se dejó de arar en la cima de la colina. Las excavaciones han mostrado indicios de edificios rectangulares de cuatro y seis postes que fueron sustituidos gradualmente por casas redondas. En los siglos siguientes se construyeron y refortificaron grandes murallas y elaboradas defensas de madera. Las excavaciones revelaron cimientos de casas redondas y rectangulares, trabajos en metal y una posible secuencia de pequeños templos rectangulares o santuarios, lo que indica una ocupación permanente tipo oppidum.
Las excavaciones fueron llevadas a cabo por el clérigo local James Bennett en 1890 y por Harold St George Gray en 1913, seguidas de importantes trabajos dirigidos por el arqueólogo Leslie Alcock entre 1966 y 1970. Alcock identificó una larga secuencia de ocupación en el lugar y muchos de los hallazgos se exponen en el Museo de Somerset en Taunton. Los hallazgos de la Edad del Bronce tardía a la Edad del Hierro temprana, que exploran las murallas y la estructura de la puerta suroeste, representan una de las secuencias estratigráficas más profundas y complejas de la Edad del Hierro excavadas en el sur de Reino Unido.

### Castillo

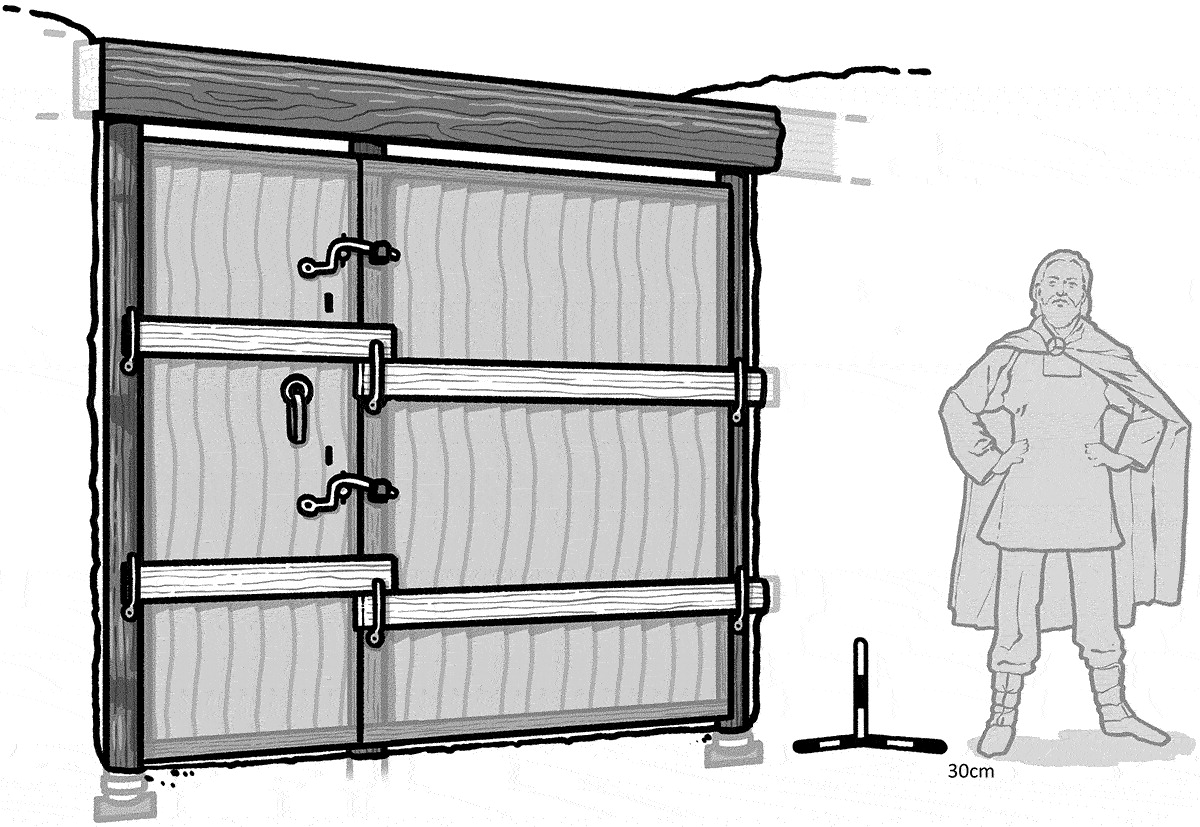
Reconstrucción de una puerta del castillo de Cadbury de la Edad de Hierro.

Durante el siglo I a. C., se construyeron líneas adicionales de terraplén y foso, convirtiéndolo en un fuerte de colina que hoy se conoce como castillo. Existen pruebas de que el fuerte fue tomado violentamente hacia el año 43 d. C. y de que las defensas sufrieron un nuevo menoscabo más tarde, en el siglo I, tras la construcción de un cuartel del ejército romano en la cima de la colina. Las excavaciones realizadas en la puerta suroeste en 1968 y 1969 revelaron pruebas de uno o más episodios violentos graves asociados con el uso de armas y la destrucción por el fuego. Leslie Alcock lo fechó en torno al año 70 d. C., mientras que Richard Tabor defendió un período anterior, en torno a la invasión inicial de los años 43-44 d. C. Michael Havinden afirmó que fue el lugar de una vigorosa resistencia por parte de los durotriges y los dobunni a la Legio II Augusta, donde sirvió como legado el que sería futuro emperador, Vespasiano. Hubo una importante actividad en el lugar durante finales del siglo III y comienzos del siglo IV, que pudo incluir la construcción de un templo romano-britano.

### Ocupación después de los romanos
Tras la retirada de la administración romana, se cree que el yacimiento estuvo en uso desde alrededor del año 470 hasta algún tiempo después del 580. Alcock descubrió un importante «Gran Salón» de 20x10 metros y demostró que las defensas más internas de la Edad del Hierro habían sido refortificadas, proporcionando un emplazamiento defendido del doble de tamaño que cualquier otro fuerte conocido de la época. También se encontraron fragmentos de cerámica con origen en el Mediterráneo oriental de esta época, lo que indica amplios vínculos comerciales. Por lo tanto, parece probable que fuera el fuerte principal de un importante gobernante bretón, con su familia, su banda de guerra, sirvientes y caballos. Entre 1010 y 1020, la colina fue reocupada para utilizarla como ceca sajona temporal, en sustitución de la de Ilchester.

### Período medieval
Según el Libro Domesday, el castillo de Cadbury parece haber formado parte de la baronía feudal de North Cadbury, en manos de Turstin FitzRolf en 1086. Es posible que en el siglo XIII se produjera también alguna fortificación a pequeña escala del lugar.

## Interpretación artúrica
La tradición local, escrita por primera vez por John Leland en 1542, sostiene que el castillo de Cadbury fue el Camelot del rey Arturo. El emplazamiento y el Gran Salón son extensos, y el escritor Geoffrey Ashe sostuvo que fue la base del Arturo de la historia. Su opinión no ha sido ampliamente aceptada por los estudiosos de la época.
Militarmente, la ubicación tiene sentido como lugar donde los refugiados y los britanos del suroeste de Dumnonia podrían haberse defendido de los ataques del este. Si Arturo fue realmente concebido en Tintagel, como afirma la tradición, es posible que fuera príncipe de Dumnonia y utilizara Cadbury como fortaleza en su frontera oriental.